# 魯杜魯球場
魯杜魯市立體育場 （法語：Stade municipal de Roudourou）是一座位於法國甘岡體育場，目前該球場主要用於足球比賽，並且是法國足球甲級聯賽球隊甘岡足球俱樂部的主場球場。自2007年重新裝修後，體育場容納人數可達18,250人。
2018年夏季開展工程後可容納19,060人，是甘岡人口的兩倍多。並有大約1,500個站立位和17,500個座位。

## 國際賽
2009年10月10日，在2010年世界盃外圍賽期間，魯杜魯體育場曾舉辦法國對法羅群島比賽，法國最後以5-0大勝。
2012年9月15日，在2013年歐洲女子足球國家盃外圍賽期間，魯杜魯體育場舉辦法國對愛爾蘭比賽，法國最後以4-0大勝。
2015年11月12日，在2017年歐洲U-21足球錦標賽外圍賽期間，魯杜魯體育場舉辦法國對北愛爾蘭比賽，法國最後以1-0獲勝。

## 外部連結
- Official website （页面存档备份，存于）
- Stadium picture （页面存档备份，存于）